# Coppa Libertadores 2019 (beach soccer)
La Coppa Libertadores di beach soccer 2019 è stata la quarta edizione di questo torneo.
Il torneo si è svolto a Luque, in Paraguay, dal 14 al 21 settembre 2019, ed è stato organizzato dal CONMEBOL in collaborazione con l'associazione ospitante, la Federazione calcistica del Paraguay (APF). Inizialmente era previsto che si svolgesse dal 13 al 20 ottobre 2019, ma il 13 giugno è stato annunciato un cambio di data.
I brasiliani del Vitória erano i campioni in carica ma sono stati eliminati nella fase a gironi, finendo infine al 10º posto. Il titolo è stato vinto dai compaesani del Vasco da Gama, che ha ottenuto il terzo titolo al quarto tentativo.

## Formato
Ai sensi dell'articolo 15 del regolamento, il modello della competizione si articola in due fasi: la fase preliminare (fase a gruppi) e la fase finale.
- 1- Fase a gironi: le 12 squadre sono suddivise in tre gruppi di quattro squadre; in ciascun gruppo tutte le squadre competono in un formato round robin. I vincitori del gruppo, i secondi classificati e le due migliori squadre piazzate al terzo posto avanzano ai quarti di finale della fase finale.
- 2- Fase finale: la fase finale consiste in tre turni a eliminazione diretta (quarti di finale, semifinali e finale) e turni di consolazione (le squadre eliminate dall contesa per la vittoria del titolo si affrontano in una serie di partite per decidere le posizioni dal quinto al dodicesimo posto). Tutte le partite della fase finale si svolgono in un formato a eliminazione diretta.

## Squadre partecipanti
Dodici sono le squadre qualificate; ogni campione nazionale delle dieci nazioni sudamericane che fanno parte del CONMEBOL, più un club aggiuntivo del paese ospitante e dei campioni in carica.
| Federazione | Squadre       |
| ----------- | ------------- |
| Argentina   | Acassuso      |
| Bolivia     | Hamacas       |
| Brasile1    | Vasco da Gama |
| Brasile1    | Vitória       |
| Cile        | Code Iquique  |
| Colombia    | Guaviare      |

| Federazione | Squadre           |
| ----------- | ----------------- |
| Ecuador     | Fluminense Blasa  |
| Paraguay2   | San Bernardino    |
| Paraguay2   | Cerro Porteño     |
| Peru        | Tito Drago        |
| Uruguay     | Racing Club       |
| Venezuela   | Fundación Monagas |

1. Il Brasile qualifica due club: a. Vasco da Gama si qualifica come campione del Brasile, b. I campioni in carica del Vitória.
2. Il Paraguay qualifica due club: a. San Bernardino si qualifica come campione del Paraguay, b. Cerro Porteño come vincitore della coppa nazionale, in quanto paese ospitante.

## Sede
È stata usata una sola sede nella città di Luque.
- Tutte le partite si sono svolte all'Estadio de Fútbol de Playa, di recente costruzione per ospitare principalmente il Campionato mondiale di beach soccer 2019[7], situata sul terreno del Comitato Olimpico Paraguaiano con una capacità di 3.150 posti.[8]

## Sorteggio
Il sorteggio per dividere le dodici squadre in tre gruppi di quattro ha avuto luogo il 20 agosto 2019 alle 12:00 (UTC-3) a Luque, in Paraguay, presso la sede della Federazione calcistica del Paraguay. Il sorteggio è stato condotto sulla base dell'articolo 16 del regolamento come segue:
Inizialmente, tre squadre sono state pre assegnate nei gruppi (Vitória automaticamente al Gruppo A, le altre tramite un sorteggio):
- Gruppo A: Vincitore della Copa Libertadores 2018,  Vitória
- Gruppo B: come club dell'associazione nazionale seconda della Copa Libertadores 2018,  Vasco da Gama
- Gruppo C: campione in carica del campionato nazionale del paese ospitante,  San Bernardino

Le restanti nove squadre sono state divise in tre fasce da tre in base alla posizione finale del club della loro federazione nazionale nella precedente edizione della competizione, con le tre più alte (Argentina, Uruguay e Bolivia) poste in fascia 2, le tre successive (Colombia, Perù e Cile) piazzati in fascia 3 e i due più bassi (Venezuela ed Ecuador) in quarta fascia, insieme al club paraguaiano aggiuntivo. Da ogni piatto, la prima squadra pescata è stata piazzata nel Gruppo A, la seconda squadra pescata nel Gruppo B e la squadra finale pescata nel Gruppo C. I club della stessa federazione non possono essere estratti nello stesso gruppo.
| Fascia 1       | Fascia 2    | Fascia 3     | Fascia 4          |
| -------------- | ----------- | ------------ | ----------------- |
| San Bernardino | Acassuso    | Guaviare     | Fundación Monagas |
| Vasco da Gama  | Racing Club | Tito Drago   | Fluminense Blasa  |
|                | Hamacas     | CODE Iquique | Cerro Porteño     |

Il sorteggio ha portato ai seguenti gruppi:
| Pos | Team              |
| --- | ----------------- |
| A1  | Vitória           |
| A2  | Acassuso          |
| A3  | Guaviare          |
| A4  | Fundación Monagas |

| Pos | Team          |
| --- | ------------- |
| B1  | Vasco da Gama |
| B2  | Racing Club   |
| B3  | Tito Drago    |
| B4  | Cerro Porteño |

| Pos | Team             |
| --- | ---------------- |
| C1  | San Bernardino   |
| C2  | Hamacas          |
| C3  | CODE Iquique     |
| C4  | Fluminense Blasa |

## Fase a gironi
Ogni squadra guadagna tre punti per una vittoria nei tempi regolamentari, due punti per una vittoria nei tempi supplementari, un punto per una vittoria ai rigori e nessun punto per una sconfitta. Le prime due squadre di ciascun gruppo, più le due squadre al terzo posto meglio classificate, avanzano ai quarti di finale.
Tie-breakers 
Se due o più squadre hanno gli stessi punti, la loro classifica è determinata come segue (Regolamento Articolo 21):
1. Differenza reti tra le squadre a pari punti;
2. Numero di goal fatti tra le squadre a pari punti;
3. Differenza goal in tutte le partite del gruppo;
4. Numero di goal fatti in tutte le partite del gruppo;
5. Sorteggio della CONMEBOL.

### Gruppo A
| Pos | Squadra           | G | V | W+ | WP | P | GF | GS | DG | Pt | Qualificazione           |
| --- | ----------------- | - | - | -- | -- | - | -- | -- | -- | -- | ------------------------ |
| 1   | Fundación Monagas | 3 | 2 | 0  | 1  | 0 | 13 | 11 | +2 | 7  | Finali                   |
| 2   | Acassuso          | 3 | 2 | 0  | 0  | 1 | 13 | 9  | +4 | 6  | Finali                   |
| 3   | Guaviare          | 3 | 1 | 0  | 0  | 2 | 13 | 16 | −3 | 3  | Finali                   |
| 4   | Vitória           | 3 | 0 | 0  | 0  | 3 | 10 | 13 | −3 | 0  | Piazzamenti 9º-12º posto |

#### 1ª giornata
| Squadra 1         | Risultato      | Squadra 2 |
| ----------------- | -------------- | --------- |
| Acassuso          | 3-2 Report(es) | Vitória   |
| Fundación Monagas | 5-4 Report(es) | Guaviare  |

#### 2ª giornata
| Squadra 1         | Risultato               | Squadra 2 |
| ----------------- | ----------------------- | --------- |
| Fundación Monagas | 3-3 (4-3 dcr Report(es) | Acassuso  |
| Guaviare          | 5-4 Report(es)          | Vitória   |

#### 3ª giornata
| Squadra 1         | Risultato      | Squadra 2 |
| ----------------- | -------------- | --------- |
| Acassuso          | 7-4 Report(es) | Guaviare  |
| Fundación Monagas | 5-4 Report(es) | Vitória   |

### Gruppo B
| Pos | Squadra             | G | V | W+ | WP | P | GF | GS | DG  | Pt | Qualificazione           |
| --- | ------------------- | - | - | -- | -- | - | -- | -- | --- | -- | ------------------------ |
| 1   | Vasco da Gama       | 3 | 3 | 0  | 0  | 0 | 22 | 9  | +13 | 9  | Finali                   |
| 2   | Cerro Porteño       | 3 | 2 | 0  | 0  | 1 | 23 | 9  | +14 | 6  | Finali                   |
| 3   | Academia Tito Drago | 3 | 1 | 0  | 0  | 2 | 7  | 20 | −13 | 3  | Piazzamenti 9º-12º posto |
| 4   | Racing Club         | 3 | 0 | 0  | 0  | 3 | 7  | 21 | −14 | 0  | Piazzamenti 9º-12º posto |

#### 1ª giornata
| Squadra 1     | Risultato       | Squadra 2   |
| ------------- | --------------- | ----------- |
| Vasco da Gama | 9-3 Report(es)  | Racing Club |
| Cerro Porteño | 11-1 Report(es) | Tito Drago  |

#### 2ª giornata
| Squadra 1     | Risultato      | Squadra 2   |
| ------------- | -------------- | ----------- |
| Vasco da Gama | 6-2 Report(es) | Tito Drago  |
| Cerro Porteño | 8-1 Report(es) | Racing Club |

#### 3ª giornata
| Squadra 1     | Risultato      | Squadra 2     |
| ------------- | -------------- | ------------- |
| Vasco da Gama | 7-4 Report(es) | Cerro Porteño |
| Tito Drago    | 4-3 Report(es) | Racing Club   |

### Gruppo C
| Pos | Squadra          | G | V | W+ | WP | P | GF | GS | DG  | Pt | Qualificazione           |
| --- | ---------------- | - | - | -- | -- | - | -- | -- | --- | -- | ------------------------ |
| 1   | CODE Iquique     | 3 | 2 | 1  | 0  | 0 | 13 | 8  | +5  | 8  | Finali                   |
| 2   | San Bernardino   | 3 | 2 | 0  | 0  | 1 | 16 | 7  | +9  | 6  | Finali                   |
| 3   | Hamacas          | 3 | 1 | 0  | 0  | 2 | 6  | 7  | −1  | 3  | Finali                   |
| 4   | Fluminense Blasa | 3 | 0 | 0  | 0  | 3 | 6  | 19 | −13 | 0  | Piazzamenti 9º-12º posto |

#### 1ª giornata
| Squadra 1      | Risultato      | Squadra 2        |
| -------------- | -------------- | ---------------- |
| San Bernardino | 2-0 Report(es) | Hamacas          |
| CODE Iquique   | 4-3 Report(es) | Fluminense Blasa |

#### 2ª giornata
| Squadra 1    | Risultato          | Squadra 2        |
| ------------ | ------------------ | ---------------- |
| Hamacas      | 5-1 Report(es)     | Fluminense Blasa |
| CODE Iquique | 5-4 dts Report(es) | San Bernardino   |

#### 3ª giornata
| Squadra 1      | Risultato       | Squadra 2        |
| -------------- | --------------- | ---------------- |
| San Bernardino | 10-2 Report(es) | Fluminense Blasa |
| CODE Iquique   | 4-1 Report(es)  | Hamacas          |

### Classifica migliori terze
| Pos | Gr | Squadra             | G | V | W+ | WP | P | GF | GS | DG  | Pt | Qualificazione |
| --- | -- | ------------------- | - | - | -- | -- | - | -- | -- | --- | -- | -------------- |
| 1   | C  | Hamacas             | 3 | 1 | 0  | 0  | 2 | 6  | 7  | −1  | 3  | Knockout stage |
| 2   | A  | Guaviare            | 3 | 1 | 0  | 0  | 2 | 13 | 16 | −3  | 3  | Knockout stage |
| 3   | B  | Academia Tito Drago | 3 | 1 | 0  | 0  | 2 | 7  | 20 | −13 | 3  |                |

Ai sensi dell'articolo 17 del regolamento, è stato deciso che le squadre del terzo posto avrebbero preso i seguenti posti nel sorteggio dei quarti di finale:
- 1º Gruppo A vs 2ª migliore terza
- 1º Gruppo B vs migliore terza
- 1º Gruppo C vs 2º Gruppo A
- 2º Gruppo B vs 2º Gruppo C

## Piazzamenti 9º-12º posto

### 9º-10º posto
| Squadra 1  | Risultato       | Squadra 2 |
| ---------- | --------------- | --------- |
| Tito Drago | 2-0* Report(es) | Vitória   |

### 11º-12º posto
| Squadra 1   | Risultato          | Squadra 2        |
| ----------- | ------------------ | ---------------- |
| Racing Club | 3-2 dts Report(es) | Fluminense Blasa |

- * A tavolino

## Playoff

### Quarti di finale
| Squadra 1         | Risultato                | Squadra 2      |
| ----------------- | ------------------------ | -------------- |
| Fundación Monagas | 2-2 (3-2 dcr) Report(es) | Guaviare       |
| Vasco da Gama     | 7-3 Report(es)           | Hamacas        |
| Acassuso          | 5-4 Report(es)           | CODE Iquique   |
| Cerro Porteño     | 8-4 Report(es)           | San Bernardino |

### Semifinali

#### 5º-8º posto
| Squadra 1    | Risultato      | Squadra 2      |
| ------------ | -------------- | -------------- |
| Guaviare     | 5-4 Report(es) | San Bernardino |
| CODE Iquique | 8-3 Report(es) | Hamacas        |

#### 1º-4º posto
| Squadra 1     | Risultato                | Squadra 2         |
| ------------- | ------------------------ | ----------------- |
| Vasco da Gama | 2-2 (2-0 dcr) Report(es) | Acasusso          |
| Cerro Porteño | 3-1 Report(es)           | Fundación Monagas |

### Finali

#### 7º-8º posto
| Squadra 1 | Risultato      | Squadra 2      |
| --------- | -------------- | -------------- |
| Hamacas   | 7-5 Report(es) | San Bernardino |

#### 5º-6º posto
| Squadra 1 | Risultato      | Squadra 2    |
| --------- | -------------- | ------------ |
| Guaviare  | 5-3 Report(es) | CODE Iquique |

#### 3º-4º posto
| Squadra 1 | Risultato      | Squadra 2         |
| --------- | -------------- | ----------------- |
| Acassuso  | 7-6 Report(es) | Fundación Monagas |

#### Finale
| Squadra 1     | Risultato      | Squadra 2     |
| ------------- | -------------- | ------------- |
| Vasco da Gama | 7-5 Report(es) | Cerro Porteño |

## Classifica finale
| Pos | Team              |
| --- | ----------------- |
| 1   | Vasco da Gama     |
| 2   | Cerro Porteño     |
| 3   | Acassuso          |
| 4   | Fundación Monagas |
| 5   | Guaviare          |
| 6   | CODE Iquique      |
| 7   | Hamacas           |
| 8   | San Bernardino    |
| 9   | Tito Drago        |
| 10  | Vitória           |
| 11  | Racing Club       |
| 12  | Fluminense Blasa  |